# Ernst Marbach
Ernst Marbach (* 16. Februar 1893 in Berlin; † 17. April 1939 in Frankfurt am Main) war ein deutscher Klassischer Philologe und Gymnasiallehrer.

## Leben
Ernst Marbach, der Sohn des Potsdamer Realschullehrers Oswald Marbach, stammte aus einer assimilierten jüdischen Familie. Bereits sein Großvater Woldemar Marbach, praktizierender Arzt in Breslau, war evangelisch getauft.
Ernst Marbach studierte Klassische Philologie an der Berliner Universität, unterbrochen von seinem Einsatz im Ersten Weltkrieg. 1920 wurde er bei Eduard Norden mit einer Dissertation über die Vergil-Nachahmung des Valerius Flaccus zum Dr. phil. promoviert und legte das Staatsexamen ab.
Nach dem Probejahr erhielt Marbach zunächst nur befristete Stellen. Zusätzlich verdiente er Geld, indem er im Auftrag von Wilhelm Kroll religionswissenschaftliche Artikel für die Realencyklopädie der classischen Altertumswissenschaft verfasste. 1929 wurde Marbach als Studienrat am Philanthropin in Frankfurt am Main angestellt, einer höheren Schule der jüdischen Gemeinde der Stadt.
Nach der Reichspogromnacht am 9. November 1938 wurde Marbach zusammen mit anderen Lehrern vom Philanthropin in das KZ Buchenwald deportiert, wo er den Winter über physischen und psychischen Misshandlungen ausgesetzt war. Im Januar 1939 wurde er entlassen. Hunger und Kälte hatten ihn entkräftet und seine erfrorenen Beine mussten amputiert werden. Am 17. April starb er nach längerem Leiden an den Haftfolgen.

Ernst Marbach hatte sich offensichtlich mit dem Gedanken an eine Ausreise nach Palästina getragen. Bereits im Bewusstsein dessen, dass es damit nichts mehr werden würde, schrieb er einen sehr einfühlsamen Brief an seinen ehemaligen Schüler Erich Jehoshua Marx, den bereits in Palästina weilenden Sohn des Schriftstellers Leopold Marx.

„Mein lieber Erich Marx! Für Ihre Kartengrüße danke ich Ihnen bestens. Ich habe umgehend die Absendung Ihres Reifezeugnisses veranlaßt; Sie können mit ihm durchaus zufrieden sein, wenn ich es mir auch für Sie noch etwas schöner erträumt hätte. Jedenfalls aber werden Sie einsehen, daß es für einen Menschen wie Sie richtig war, noch die Oberstufe zu besuchen und das Abiturium zu machen. Sie haben sich überall trefflich bewährt. Wir haben auch für Ihre weitere Zukunft keine Sorge, Sie werden überall zuverlässig und mutig Ihren Mann stellen. Mit unsrer Palâstinareise, auf die wir uns schon so sehr gefreut hatten, wird es wohl jetzt kaum etwas werden; sollten wir jedoch noch einmal hinkommen, so werden wir Sie natürlich bestimmt aufsuchen. - Und nun, mein lieber Erich Marx, von Herzen alles Gute für Ihren Lebensweg! Ich möchte wünschen, daß Sie Ihren letzten Klassenlehrer in gleich guter Erinnerung behalten, wie er stets an Sie denken wird. Herzlichst Ihr Ernst Marbach.“

## Schriften (Auswahl)
- Quomodo Valerius Flaccus Vergilium in arte componendi imitatus sit. Berlin 1920 (Dissertation)